# Claus Zaar
Claus Peter Sigvard Zaar, född 6 november 1945 i Badelunda församling i Västmanlands län, är en svensk politiker (sverigedemokrat, tidigare nydemokrat) och före detta riksdagsledamot under mandatperioden 1991–1994 för den dåvarande valkretsen Malmöhus läns valkrets. Claus Zaar var suppleant i jordbruks- och utbildningsutskottet. Han satt även med i Ny demokratis partistyrelse och var med om att bilda nämnda parti. Claus Zaar hade en bakgrund i Socialdemokraterna som bland annat suppleant i kommunfullmäktige. Sedan november 2008 är Claus Zaar en offentlig företrädare för Sverigedemokraterna i Mörbylånga kommun, en av två kommuner på Öland. Claus Zaar var tidigare egen företagare.
I riksdagsvalet 2010 kandiderade Claus Zaar på plats nummer 37 på Sverigedemokraternas riksdagslista.